# Pyramidion

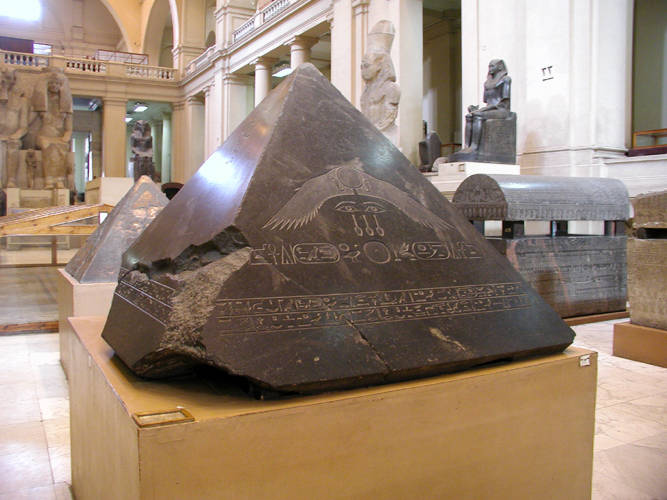
Pyramidion tzv. Černé pyramidy Amenemheta III. v Dahšúru

| D58 · N35 | D58 · N35 | X1 · O24 |

| D58 · N35 | D58 · N35 | X1 · O24 |

Pyramidion (v egyptštině benbenet, což je femininum od slova benben, „prvotní pahorek“) je označení užívané v egyptologii pro staroegyptský architektonický prvek zakončující královské (nikoli ovšem stupňovité) pyramidy a obelisky. S největší pravděpodobností je stylizovaným znázorněním mytologického prvotního pahorku benbenu, v němž se spojují představy zrození světa a regeneračního sebestvoření slunečního boha na východním horizontu. Je jedním ze základních symbolů slunečního kultu v Egyptě.
Nejstarší známý případ pyramidia pochází z počátku 4. dynastie z tzv. Červené pyramidy krále Snofrua v Dahšúru, jako součást obelisku je prozatím poprvé archeologicky doložen v době 5. dynastie v Abúsíru, kde byl pravděpodobně součástí Niuserreova pyramidového komplexu. Od doby Nové říše, kdy se symbolické cihlové pyramidy plnící úlohu jakýchsi dekorativních nábrobků stávají součástí i nekrálovské architektury, objevují se pyramidia i v souvislosti s pohřbíváním soukromých osob. V Pozdní době má tvar pyramidia stříška naa, v němž byly v chrámech uchovávány kultovní obrazy bohů.
Pyramidia ukončující královské hrobky bývala vytvořena z jednoho kusu většinou tvrdého kamene (např. ze žuly nebo čediče), úhel jejich sklonu přesně odpovídal úhlu celé stavby. Jejich osazení, jímž byla stavba dokončena, bylo pravděpodobně pokládáno za významnou náboženskou událost. Některé exempláře byly pokryty kovovými pláty: např. pyramidion zachycené na reliéfech ze Sahureova pyramidového komplexu bylo podle doprovodných nápisů zdobeno zlatem, používala se i měď nebo elektrum – snad v těchto případech bylo záměrem, aby pyramidion za úsvitu a při západu Slunce odráželo sluneční paprsky. Jindy mohlo být zdoben náboženskými symboly a nápisy podobně, jak tomu je na pyramidiu panovníka 12. dynastie Amenemheta III. z Dahšúru: zachycuje vyobrazení okřídleného slunce a doprovodný text kromě jiného nabízí králi přístup ke slunečnímu bohu. Text uvádí:
„Nechť je tvář krále otevřená, aby mohla vidět Pána horizontu (Harachteje), když křižuje oblohu; nechť způsobí, aby král zářil jako bůh, pán věčnosti a nezničitelný.“